# Giōrgos Alkaios
Giōrgos Alkaios (in greco Γιώργος Αλκαίος?; Atene, 24 dicembre 1971) è un cantante pop greco.
Ha iniziato la propria carriera nel 1989 partecipando ad un reality show, per poi dedicarsi alla musica. Nel 2010 ha rappresentato la Grecia all'Eurovision Song Contest con il brano OPA.

## Discografia
- 1992: Me ligo trak
- 1993: Koita me
- 1994: Den peirazei
- 1995: Anef logou (Gold)
- 1996: Entos Eaftou (Platinum)
- 1997: En Psychro (Platinum)
- 1998: Ta dika mou tragoudia (the best of 92-99)
- 1998: Ichi siopis (Platinum)
- 1999: The remix EP
- 1999: Sirmatoplegma (Gold)
- 2000: Pro ton pylon
- 2001: Oxygono
- 2002: Karma - CD Single
- 2002: Ta tragoudia mou (the best)
- 2003: Kommatia psychis
- 2004: Aithousa Anamonis/Special edition
- 2005: Live tour
- 2006: Nihtes apo fos
- 2007: Eleftheros
- 2008: To Diko Mas Paramithi